# Zagreb je NAŠ!
Zagreb je NAŠ! zeleno-lijeva je politička stranka iz Zagreba. Nakon ulaska u gradsku skupštinu Grada Zagreba na lokalnim izborima 2017. i profiliranja kao najglasnije opozicije gradonačelniku Milanu Bandiću i njegovoj većini u Skupštini, stranka je izašla na izbore za europski parlament te predstavila kandidate za parlamentarne izbore 2020. godine unutar platfome Možemo!.

## Povijest
Veći dio prapovijesti platforme je u lokalnom građanskom aktivizmu kroz lokalni pokret Pravo na grad. Politički zaokret napravljen je eskalacijom prosvjeda te priključivanjem manjih zelenih stranaka aktivistima. U travnju 2017. platforma je oformila koaliciju s četiri lijeve i zelene stranke u Zagrebu te time po prvi puta u Zagrebu stvorila savez progresivnih političkih stranaka. Na njihovim prvim lokalnim izborima održanima u Zagrebu u svibnju 2017. koalicija je osvojila 7,6% glasova, odnosno četiri mandata, u Skupštini, 21 mjesto u gradskim vijećima te 41 mjesto u mjesnim odborima, a mnogi izabrani predstavnici bili su mlađe osobe bez prethodnog iskustva u institucionalnoj politici.
Najistaknutiji članovi platforme su Tomislav Tomašević, Danijela Dolenec, Sandra Benčić, Urša Neda Raukar-Gamulin, Vilim Matula, Mima Simić i Teodor Celakoski. Većina njih je imala veliku ulogu u osnivanju stranke Možemo!, a većina članova te stranke je upravo iz Zagreb je NAŠ!

## Platforma
Platforma se opisuje kao vrlo raznolika, "koju su u veljači 2017. oformili građani svih društvenih skupina (aktivisti, kulturni radnici, sindikalisti, društveni poduzetnici itd., od kojih su mnogi prije godinama bili aktivni u društvenim pokretima u Zagrebu)" te različita od postojećih stranaka jer ciljaju na razvitak "nove politike zasnovane na principima široke participacije, uključivosti i otvorenosti".

## Izbori 2019. i 2020.
Platforma je podrobnije istaknula svoju vidljivost na državnoj razini oformivši Možemo! kao nacionalnu političku platformu (uključujući slične pokrete i inicijative) za izbore za Europski parlament 2019. godine.
Za parlamentarne izbore 2020. godine Zagreb je NAŠ! i Možemo! predstavili su zajednički program i liste kandidata. U koaliciji su još i partneri Nova ljevica, ORaH, Radnička fronta i Za grad.

## Vanjske poveznice
- službena stranica
- Video predstavljanje: web „Otvoreni zrak“